# ويلهلم هانسن (سياسي)
ويلهلم هانسن (بالنرويجية البوكمول: Wilhelm Hansen)‏ هو سياسي نرويجي، ولد في 7 أكتوبر 1776 في فيستبي في النرويج، وتوفي في 3 أكتوبر 1851 في النرويج. انتخب عضو برلمان النرويج ‏.